# Zádiel
Zádiel es un municipio del distrito de Košice-okolie en la región de Košice, Eslovaquia, con una población estimada a final del año 2024 de 147 habitantes.
Se encuentra ubicado en el centro de la región, en la cuenca hidrográfica del río Sajó (afluente derecho del Tisza) y cerca de la frontera con la región de Prešov y con Hungría.

## Demografía
| Año        | 1994 | 2004    | 2014     | 2024    |
| ---------- | ---- | ------- | -------- | ------- |
| Población  | 194  | 199     | 168      | 147     |
| Diferencia |      | +2,57 % | −15,57 % | −12,5 % |

| Año        | 2023 | 2024    |
| ---------- | ---- | ------- |
| Población  | 153  | 147     |
| Diferencia |      | −3,92 % |